# Campeonato Europeu de Ginástica Artística de 1994
O Campeonato Europeu de Ginástica Artística de 1994 teve suas competições femininas realizadas em separado das masculinas. Enquanto as disputas das senhoras deram-se em Estocolmo, no Suécia, as dos homens localirazaram-se na cidade de Praga, na República Tcheca.

## Eventos
- Individual geral masculino
- Equipes masculino
- Solo masculino
- Barra fixa
- Barras paralelas
- Cavalo com alças
- Argolas
- Salto sobre a mesa masculino
- Individual geral feminino
- Equipes feminino
- Trave
- Solo feminino
- Barras assimétricas
- Salto sobre a mesa feminino

## Medalhistas
| Evento              | Ouro                                 | Prata                                                       | Bronze                                              |
| Masculino           |                                      |                                                             |                                                     |
| Equipes             | BLR                                  | RUS                                                         | GER                                                 |
| Individual geral    | BLR Ivan Ivankov                     | UKR Igor Korobchinsky                                       | RUS Yevgeniy Shabayev                               |
| Solo                | BUL Ivan Ivanov                      | BLR Ivan Ivankov RUS Dimitri Vasilenko                      | nenhum                                              |
| Cavalo com alças    | ROU Marius Urzica                    | FRA Eric Poujade                                            | UKR Vitaliy Marinich                                |
| Argolas             | ITA Juri Chechi                      | GER Andreas Wecker                                          | HUN Szilveszter Csollany                            |
| Salto sobre a mesa  | BLR Vitaly Scherbo                   | ROU Cristian Leric                                          | SWE Magnus Rosengren                                |
| Barras paralelas    | RUS Alexei Nemov UKR Rustam Sharipov | nenhum                                                      | UKR Igor Korobchinsky RUS Yevgeniy Shabayev         |
| Barra fixa          | SLO Aljaz Pegan                      | BLR Vitaly Scherbo                                          | RUS Yevgeniy Shabayev                               |
| Feminino            |                                      |                                                             |                                                     |
| Equipes             | ROU                                  | RUS                                                         | UKR                                                 |
| Individual geral    | ROU Gina Gogean (39,411)             | RUS Svetlana Khorkina (39,224) RUS Dina Kochetkova (39,224) | nenhum                                              |
| Salto sobre a mesa  | ROU Lavinia Milosovici (9,800)       | BLR Yelena Piskun (9,793)                                   | UKR Lilia Podkopayeva (9,787)                       |
| Barras assimétricas | RUS Svetlana Khorkina (9,887)        | RUS Oksana Fabritschnova (9,837)                            | ESP Mercedes Pacheco (9,800)                        |
| Trave               | ROU Gina Gogean (9,900)              | UKR Lilia Podkopayeva (9,867)                               | ROU Lavinia Milosovici (9,850)                      |
| Solo                | UKR Lilia Podkopayeva (9,937)        | ROU Lavinia Milosovici (9,887)                              | ROU Gina Gogean (9,850) RUS Dina Kochetkova (9,850) |

## Quadro de medalhas
| Ordem | País         | Medalha de ouro | Medalha de prata | Medalha de bronze |    |
| ----- | ------------ | --------------- | ---------------- | ----------------- | -- |
| 1     | Roménia      | 5               | 2                | 2                 | 9  |
| 2     | Bielorrússia | 3               | 3                |                   | 6  |
| 3     | Rússia       | 2               | 6                | 4                 | 12 |
| 4     | Ucrânia      | 2               | 2                | 4                 | 8  |
| 5     | Itália       | 1               |                  |                   | 1  |
| 5     | Bulgária     | 1               |                  |                   | 1  |
| 5     | Eslovénia    | 1               |                  |                   | 1  |
| 8     | Alemanha     |                 | 1                | 1                 | 2  |
| 9     | França       |                 | 1                |                   | 1  |
| 9     | Geórgia      |                 | 1                |                   | 1  |
| 11    | Espanha      |                 |                  | 1                 | 1  |
| 11    | Hungria      |                 |                  | 1                 | 1  |
| 11    | Suécia       |                 |                  | 1                 | 1  |
| TOTAL | TOTAL        | 15              | 14               | 14                | 43 |